# Hürm
Hürm osztrák mezőváros Alsó-Ausztria Melki járásában. 2025 januárjában 2011 lakosa volt. 

## Elhelyezkedése

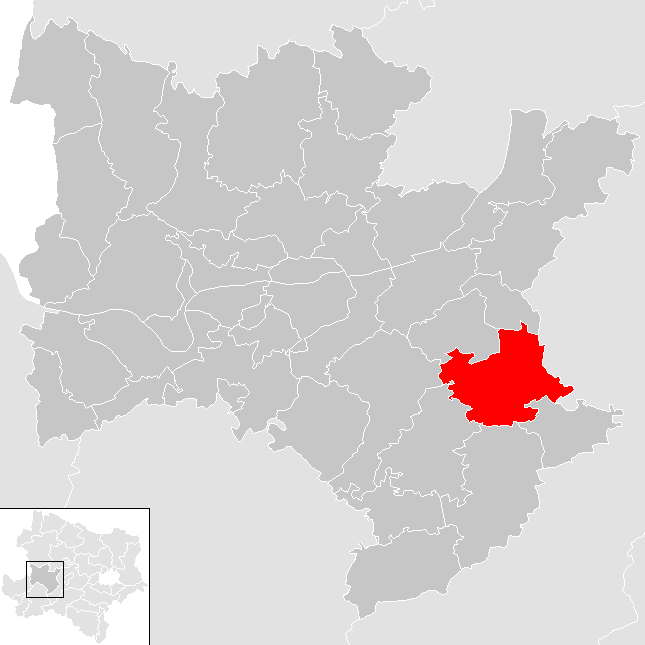
Hürm a Melki járásban

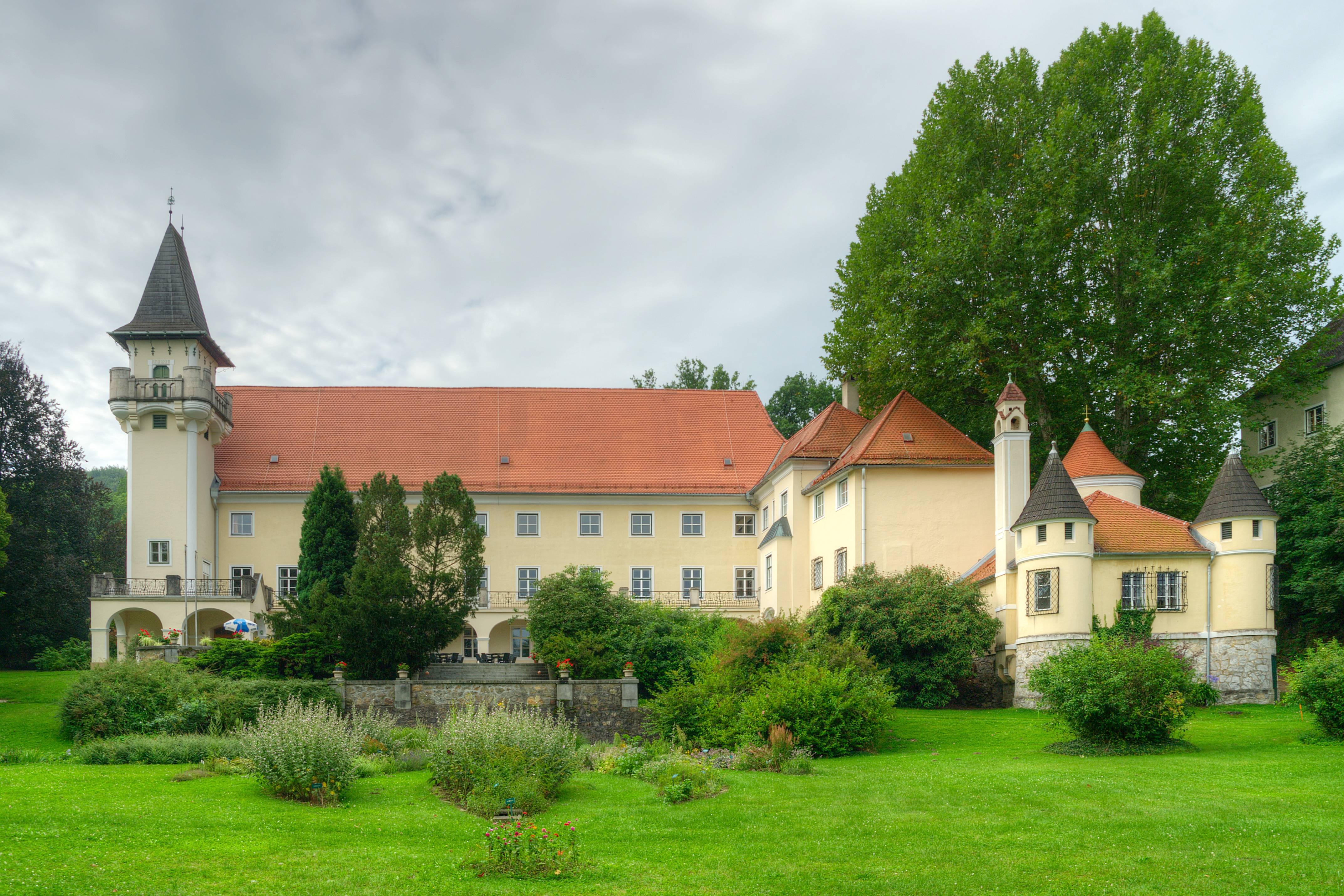
A sooßi kastély

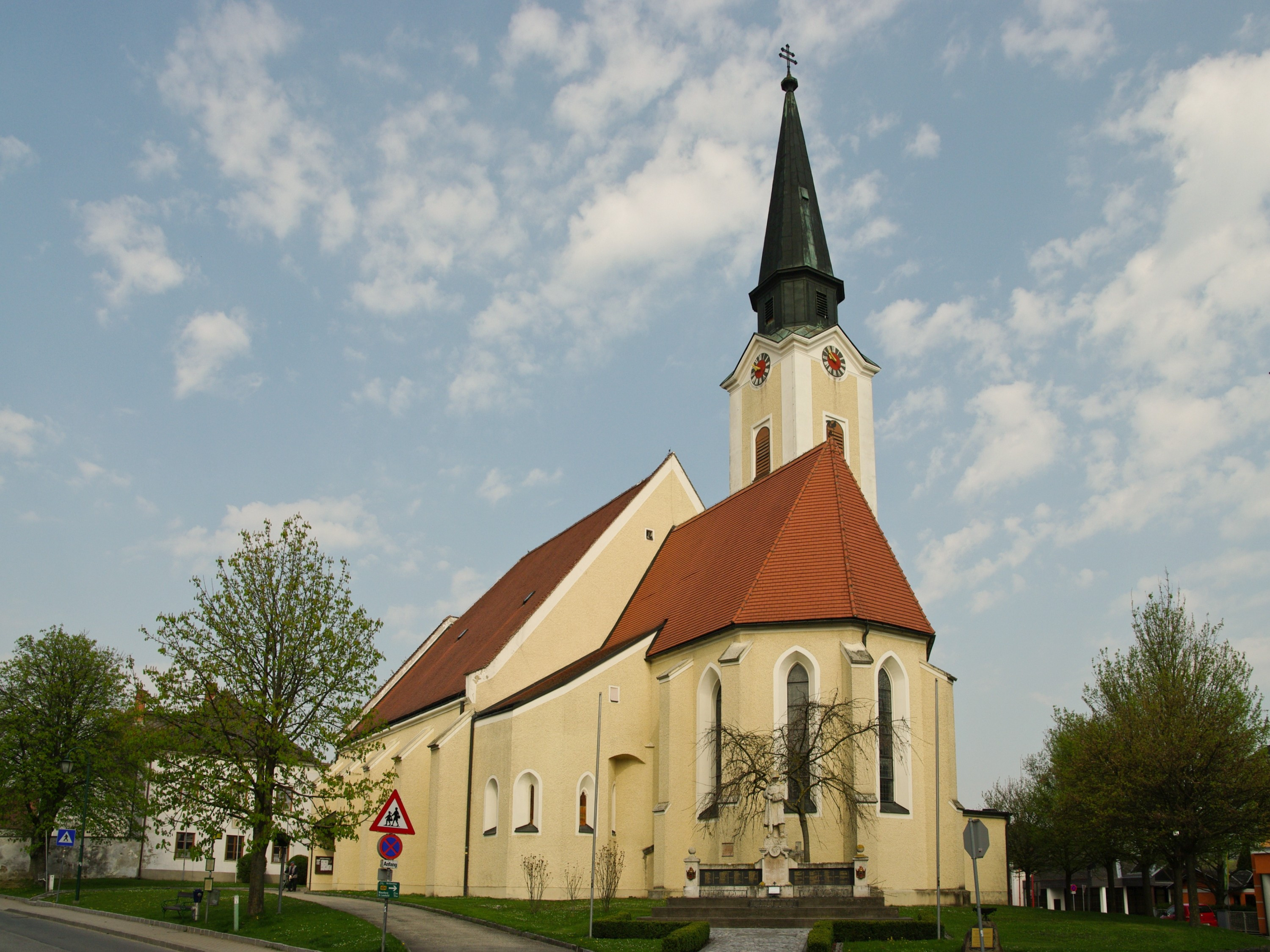
A Szt. István-plébániatemplom

Hürm a tartomány Mostviertel régiójában fekszik a Hürmbach folyó mentén. Területének 16,6%-a erdő, 74,8% áll mezőgazdasági művelés alatt. Az önkormányzat 27 települést egyesít: Arnersdorf (14 lakos 2025-ben), Atzing (17), Diendorf (13), Grub (23), Hainberg (91), Harmersdorf (115), Hösing (53), Hürm (855), Inning (180), Kronaberg (6), Löbersdorf (26), Maxenbach (5), Mitterradl (32), Murschratten (8), Neustift bei Sooß (16), Oberhaag (16), Oberradl (34), Ober-Siegendorf (20), Ober-Thurnhofen (11), Pöttendorf (36), Scharagraben (22), Schlatzendorf (94), Seeben (31), Sooß (159), Unterhaag (10), Unter-Siegendorf (48) és Unter-Thurnhofen (76). 
A környező önkormányzatok: északra Loosdorf, északkeletre Haunoldstein, keletre Markersdorf-Haindorf és Sankt Margarethen an der Sierning, délkeletre Bischofstetten, délre Kilb, délnyugatra Mank, nyugatra Sankt Leonhard am Forst, északnyugatra Schollach.

## Története
Hürmöt 970-ben említik először. Püspöki alapítványként egyháza a passaui püspök felügyelte és eleinte igen nagy területre terjedt ki, St. Margarethen, Kilb, Mank és Loosdorf is hozzá tartozott. Albrecht püspök 1365-ben átadta a St. Pölten-i ágostonos kolostornak, amely mind az uradalmat, mind az egyházközséget egészen 1784-es felszámolásáig birtokolta. Bécs 1529-es ostromakor a portyázó törökök elpusztították Hürm templomát; miután újjáépítették, 1545-ben szentelték fel ismét. 1679-ben Hürmben is tombolt a pestis.
A napóleoni háborúk idején 1805-ben és 1809-ben francia csapatok vonultak át a falun; a második alkalommal a fosztogató katonák által gyújtott tűzben elpusztult a templomtorony, az iskola és számos lakóház.
Hürm az Erzsébet császárné-vasút (a mai Westbahn) megépítésével kapcsolódott a vasúti hálózathoz. Az 1938-as Anschluss után Hürm, Inning, Hainberg és Siegendorf falvak közös önkormányzatot kaptak, de ez 1945-ben feloszlott. 1967-71 között ismét egyesültek, létrehozva a mai Hürm önkormányzatát. Címerét 1999-ben kapta. 

## Lakosság
A hürmi önkormányzat területén 2025 januárjában 2011 fő élt. Lakosságszáma 1991 óta gyarapodó tendenciát mutat. 2023-ban az ittlakók 95,1%-a volt osztrák állampolgár; a külföldiek közül 0,9% a régi (2004 előtti), 3,3% az új EU-tagállamokból érkezett. 0,2% a volt Jugoszlávia (Horvátország és Szlovénia kivételével) vagy Törökország; 0,4% egyéb ország polgára volt. 2001-ben a lakosok 95%-a római katolikusnak, 0,9% evangélikusnak, 0,5% ortodoxnak, 0,3% mohamedánnak, 2,6% pedig felekezeten kívülinek vallotta magát. Ugyanekkor a legnagyobb nemzetiségi csoportot a német anyanyelvűeken (98,2%) kívül a horvátok alkották 8 fővel.  
A népesség változása:

| 2016 | 1 788 |
| 2018 | 1 828 |

## Látnivalók
- a sooßi kastély
- Hürm várának romjai
- a Szt. István-plébániatemplom